# Oddities
The Oddities (también conocidos como The Parade of Humans Oddities) fue un stable de lucha libre profesional famoso por sus apariciones en la World Wrestling Federation durante 1998 y 1999. Sus miembros tenían extraños gimmicks de freakies de feria.
En 2007, algunos miembros del equipo hicieron aparición en empresas independientes, reformando el grupo durante algún tiempo.

## Historia

### World Wrestling Federation (1998-1999)
En la edición de Monday Night Raw del 25 de mayo de 1998, The Jackyl presentó a su recién fundado grupo, llamado The Parade of Human Oddities. El equipo consistía en extraños y monstruosos luchadores que Jackyl decía haber sidos rechazados por la sociedad a causa de sus rarezas, como el deforme enmascarado Golga y los gigantescos Kurrgan y Giant Silva, así como la trastornada Luna Vachon. Durante la presentación, Jackyl llegó acompañado de los miembros del Howard Stern Show Hank the Angry Drunken Dwarf y Crackhead Bob. Bajo el liderato de Jackyl, Oddities fueron un temible grupo de monster heels, aunque no ganaron ningún título. Pero pronto Jackyl se apartó de Oddities para ser el mánager de Hell's Henchmen, y el grupo quedó inactivo.
Más tarde, todo el equipo fue reintroducido, dejando atrás su personalidad oscura y convirtiéndose en amantes de la diversión, pasando a faces a pesar de sus extrañas apariencias. Como parte de su nueva imagen, el grupo introdujo un nuevo tema de entrada realizado por Insane Clown Posse y todos los miembros comenzaron a bailar antes de los combates, importándoles poco si perdían o ganaban. Bajo esta nueva vista debutaron con Sable cuando ésta se hallaba en un feudo con Jacqueline y Marc Mero, enfrentándose a ellos. Entre bastidores, la idea de pasar a Sable con los Oddities fue planeada por Vince McMahon. Su primera aparición en un evento se produjo en SummerSlam, donde derrotaron fácilmente al stable heel numéricamente superior Kaientai (TAKA Michinoku, Dick Togo, Mens Teioh y Sho Funaki) en un combate en el que Insane Clown Posse interpretó en vivo su nuevo tema de entrada; además, ICP se unió permanentemente a Oddities, actuando como mánager y ayudándoles en los combates.
Tras ello, Oddities entraron en un feudo con The Headbangers, después de que les atacasen brutalmente en la edición de RAW del 21 de septiembre de 1998. Después de ello, Oddities derrotaron a Headbangers en varios combates en RAW y Heat; además, Golga derrotó a Mosh en un dark match de Breakdown. Sin embargo, The Headbangers centraron su atención en Insane Clown Posse, derrotándoles y atacándoles en varias ocasiones. Esto generó frustración en Violent y Shaggy, lo que provocó que comenzasen a culpar al resto de miembros de Oddities de sus derrotas. Más tarde, en Judgment Day, Oddities derrotaron a Los Boricuas (José Estrada, Miguel Pérez, Jr. & Jesús Castillo), siendo atacados Insane Clown Posse por The Headbangers después de la lucha. El 23 de noviembre, en RAW, se celebraría un combate de revancha entre ICP y The Headbangers, pero Shaggy y Violent exigieron a Golga y Kurrgan que les sustituyesen. Durante el combate, Golga impactó accidentalmente contra Violent, ocasionando que Insane Clown Posse irrumpiesen en el ring atacando a Oddities con sprays lacrimógenos, rapando el pelo de Luna y abandonando el stable. La siguiente semana, The Oddities asaltaron a The Headbangers, retándoles a un combate en Rock Bottom; sin embargo, durante el evento Mosh y Trasher salieron victoriosos. Poco más tarde, George "The Animal" Steele volvió a la WWF y se unió a Oddities el 20 de diciembre en Heat para combatir a Mosh y Thrasher. Durante ese tiempo, Steele referido como "The Original Oddity". Mientras tanto, Luna Vachon volvió a entrar en un feudo con Sable por el WWF Women's Championship, abandonando el grupo. 
En 1999, Oddities entraron en un feudo con Too Much y Disciples of Apocalipse, teniendo varios combates contra ellos hasta que, finalmente, el 20 de febrero en Shotgun DOA y Too Much les derrotaron. Una semana más tarde, Kurrgan fue derrotado por The Undertaker, siendo la última aparición del grupo en la WWF. En Royal Rumble 1999, Golga hizo una aparición más bien corta, siendo eliminado por Stone Cold Steve Austin; también apareció Kurrgan, pero igualmente fue eliminado por Kane.

### Circuito independiente (2007)
En 2007, Giant Silva & George Steele aparecieron en la promoción National Wrestling Superstars, donde se aliaron con Goal-Duh, siendo el grupo llamado Odd-It-Tees. El equipo se reunió el 25 de agosto, con Silva y Goal-Duh derrotando a Sal Sincere & TNT; durante el combate, Goal-Duh se presentó con una máscara y un muñeco de Eric Cartman similares a los de Golga. El 5 de octubre, el dúo derrotó de nuevo a Sincere & The Equalizer, y al día siguiente ganaron un Handicap Tag Team Match contra Sincere, Equalizer, JD Smooth & Royce Profit.
Más tarde, en 2009, Silva y Goal-Duh volvieron a reunirse, haciendo equipo con The Zombie.

## En lucha
- Movimientos finales
  - Combinación de Irish whip de Golga y Paralyzer (One-handed clawhold) de Kurrgan[13]
  - Stereo chokeslam de Silva y Kurrgan[14]

- Movimientos de firma
  - Irish whip de Kurrgan a Golga lanzándolo en un corner body avalanche[13]
  - Irish whips a todos los oponentes al rincón seguido de hip attack de Silva[14] o corner body avalanche de Golga[15]
  - Combinación de double leg hold de Violent J y diving leg drop de Shaggy[15]
  - Double shoulder block después de un double Irish whip contra las cuerdas[16][13]
  - Double low blow stomp[15]

- Mánager
  - The Jackyl
  - Sable[6]
  - Luna Vachon

## Campeonatos y logros
- Wrestling Observer Newsletter
  - WON Peor equipo (1998)